# Schnitt-Preis
Mit dem Schnitt-Preis wird die beste Leistung eines Filmeditors an einem deutschen, schweizerischen oder österreichischen Film gewürdigt.
Das Kölner Festival für Filmschnitt und Montagekunst Edimotion (bis 2019 Filmplus genannt), vergibt seit 2001 den Schnitt-Preis in der Kategorie Kino-Spielfilm. Seit 2004 wird zusätzlich ein Preis für die Kategorie Kino-Dokumentarfilm ausgelobt; 2005 kam ein Förderpreis für Nachwuchseditoren hinzu. Zudem wird seit 2002 mit dem Ehrenpreis die Lebensleistung eines Editors gewürdigt.
Ursprünglich waren für den Preis ausschließlich deutsche Filme zugelassen. Mittlerweile sind in allen Kategorien auch Beiträge aus der Schweiz und Österreich zugelassen.

## Filmstiftung NRW Schnitt Preis Spielfilm
Die Preise von 1999 und 2000 wurden noch im Rahmen des Kinofest Lünen verliehen; ab 2001 dann im Rahmen von Filmplus / Edimotion.
- 1999: Araksi Mouhibian für Tuvalu
- 2000: Bettina Böhler für Die innere Sicherheit
- 2001: Monika Schindler für Die Polizistin
- 2002: Martina Matuschewski für Engel & Joe
- 2003: Hansjörg Weißbrich für Lichter
- 2004: Andrew Bird für Gegen die Wand
- 2005: Patricia Rommel für Kammerflimmern
- 2006: Hansjörg Weißbrich und Bernd Schlegel für Requiem
- 2007: Hansjörg Weißbrich für Der Liebeswunsch
- 2008: Andrew Bird für Auf der anderen Seite
- 2009: Heike Parplies für Alle anderen
- 2010: Monika Willi für Das weiße Band – Eine deutsche Kindergeschichte
- 2011: Silke Olthoff für Rammbock
- 2012: Jörg Hauschild für Halt auf freier Strecke
- 2013: Veronika Jenet für Lore
- 2014: Gesa Jäger für Love Steaks
- 2015: Janina Herhoffer für Jack
- 2016: Monika Willi und Claudia Linzer für Thank You for Bombing und Vincent Assmann für Heil[2]
- 2017: Heike Parplies für Toni Erdmann[3]
- 2018: Ingrid Koller für Die beste aller Welten[4]
- 2019: Denys Darahan für Oray
- 2020: Stephan Bechinger und Julia Kovalenko für Systemsprenger
- 2021: Kaya Inan für Wanda, mein Wunder[5]
- 2022: Fred Baillif für La Mif
- 2023: Andrea Mertens für Meinen Hass bekommt ihr nicht
- 2024: Serhad Mutlu und Jörg Volkmar für Im toten Winkel

## Bild-Kunst Schnitt Preis Dokumentarfilm
- 2004: Inge Schneider für Die Spielwütigen
- 2005: Gesa Marten und Bettina Braun für Was lebst du?
- 2006: Jean-Marc Lesguillons für Horst Buchholz – Mein Papa
- 2007: Anja Pohl für Die Unzerbrechlichen
- 2008: Ginés Olivares und Wolfgang Reinke für Nicht böse sein!
- 2009: Gesa Marten für Perestroika – Umbau einer Wohnung
- 2010: Stephan Krumbiegel für Wiegenlieder
- 2011: Stephan Krumbiegel und Volker Sattel für Unter Kontrolle
- 2012: Inge Schneider für Raising Resistance
- 2013: Philip Scheffner für Revision
- 2014: Leopold Grün und Dirk Uhlig für Am Ende der Milchstraße
- 2015: Carina Mergens für Am Kölnberg
- 2016: Kaya Inan für Above and Below
- 2017: Christof Schertenleib und Christoph Brunner für Safari
- 2018: Yana Höhnerbach für Bruder Jakob
- 2019: Gesa Jäger und Louly Seif für Dreamaway
- 2020: Yana Höhnerbach für Searching Eva
- 2021: Bettina Böhler für Schlingensief – In das Schweigen hineinschreien
- 2022: Anja Pohl für Walchensee Forever
- 2023: Carina Mergens für Igor Levit – No Fear
- 2024: Ulf Albert für Vergiss Meyn nicht

## Förderpreis Schnitt (Kurzfilme)
- 2005: Marty Schenk für Leroy räumt auf
- 2006: Wolfgang Weigl für Fair Trade
- 2007: Rudi Zieglmeier für Bildfenster/Fensterbilder
- 2008: Tobias Suhm für Escape
- 2009: Szilvia Ruszev für Wagah
- 2010: Stefanie Brockhaus für Das Kind in mir
- 2011: Rolf Hellat für I ovo je Beograd
- 2012: Kathrin Dietzel für Über rauhem Grund
- 2013: Pablo Ben Yakov für Good Soil
- 2014: Steffen Hand und Erik Schmitt für Nashorn im Galopp
- 2015: Sebastian Mez für Substanz
- 2016: Anna Grenzfurthner für Wartezeit
- 2017: Maximilian Merth für Sara the Dancer
- 2018: Johannes Klais und Florian Pawliczek für Fasse Dich kurz!
- 2019: Jessica Rudolph für Peng!
- 2020: Sianne Gevatter für Nacht Ueber Kepler 452b
- 2021: Famil Aghayev und Fabio Thieme für Suite
- 2022: Ilya Gavrilenkov für Vibrations – Inner Music
- 2023: Selin Dettwiler für Bär
- 2024: Leila Fatima Keita für The Silence of 600 Million Results

## Ehrenpreis
- 2002: Klaus Dudenhöfer
- 2003: Brigitte Kirsche
- 2004: Thea Eymèsz
- 2005: Evelyn Carow
- 2006: Dagmar Hirtz
- 2007: Helga Borsche
- 2008: Peter Przygodda
- 2009: Barbara Hennings
- 2010: Monika Schindler
- 2011: Gisela Haller
- 2012: Raimund Barthelmes
- 2013: Juliane Lorenz
- 2014: Barbara von Weitershausen
- 2015: Christel Suckow
- 2016: Ursula Höf
- 2017: Inge Schneider
- 2018: Norbert Herzner
- 2019: Heidi Handorf[6]
- 2020: Karin Schöning
- 2021: Ingrid Koller
- 2022: Fee Liechti
- 2023: Gisela Zick
- 2024: Gabriele Voss[7]